# Knooppunt Vrijheidsplein
Knooppunt Vrijheidsplein (afrit 36 N7) is aansluiting op de rijksweg N7 en bedient de westkant van de stad Groningen. Op deze aansluiting begint de westelijke ringweg van de stad Groningen. De aansluiting maakt onderdeel uit van de zuidelijke ringweg Groningen. Het bekende Gasuniegebouw markeert de locatie van de aansluiting.

## Richtingen knooppunt
| Aansluitende wegen                          | Aansluitende wegen                                 | Aansluitende wegen                        | Aansluitende wegen | Aansluitende wegen |
| ------------------------------------------- | -------------------------------------------------- | ----------------------------------------- | ------------------ | ------------------ |
|                                             |                                                    | richting Groningen west / Groningen noord |                    |                    |
|                                             |                                                    |                                           |                    |                    |
| richting Drachten / Sneek / Hoorn / Zaandam | richting Hoogezand / Winschoten / Bad Nieuweschans |                                           |                    |                    |
|                                             |                                                    |                                           |                    |                    |
|                                             |                                                    |                                           |                    |                    |

## Kenmerken
De aansluiting Groningen-West is een compact half turbineknooppunt waarbij alle verbindingen ongelijkvloers zijn. De aansluiting heeft krappe bogen van de N7 naar de N370 en vice versa. Binnen het knooppunt vormt de N7 de doorgaande verbinding, de N370 begint hier als de Ring Groningen-West. De aansluiting Groningen-West is aan de westkant verweven met de aansluiting Groningen-Corpus en aan de noordkant met de aansluiting naar Martini Plaza.

## Geschiedenis
De aansluiting Groningen-West was aanvankelijk een rotonde met 2 tot 3 rijstroken en was ook gekoppeld aan de Laan van de Vrijheid. De naam van dit verkeersplein was het Vrijheidsplein. Alleen de N7 was ongelijkvloers, met een viaduct met 2x2 rijstroken en vluchtstroken.
Voorheen was het mogelijk om direct vanaf de rotonde Vrijheidsplein de N7 op te gaan richting Drachten. In 2009 is dit gewijzigd: er is een parallelstructuur aangelegd tussen de rotonde Vrijheidsplein en het Stadspark (huidige aansluiting Groningen-Corpus) om de doorstroming te verbeteren. Nadien was de rotonde Vrijheidsplein niet meer volledig: het was niet meer mogelijk om komend vanuit oostelijke richting rechtdoor richting parallelweg te rijden. Hiermee werd het in wezen een grote lusrotonde.

### Reconstructie 2019-2024
In het kader van de aanpak Ring Zuid is de aansluiting Groningen-West omgevormd tot een compact ongelijkvloers turbineknooppunt. De N7 is verbreed naar doorgaand 2x3 rijstroken door de aansluiting en de N370 is ongelijkvloers gemaakt bij het kruispunt Martini Plaza. Ook is de Vrijheidslaan ontkoppeld van de N7, dit verkeer dient van de nabijgelegen aansluiting Groningen-Corpus gebruik te maken.
Op 7 juli 2022 werd de nieuwe afrit van de A7 naar de Ring West in gebruik genomen. Hiermee hoefde het verkeer van de A7 naar de N370 niet meer over de rotonde met de Laan Corpus den Hoorn, maar moest daarna nog wel door wegwerkzaamheden bij de eigenlijke aansluiting op de N370. Op 17 juli 2023 werd de verbindingsweg vanaf de N7 vanuit het oosten naar de N370 geopend. Op 6 november 2023 opende de volledige verbindingsweg vanaf de A7 naar de Ring West via de verdiepte onderdoorgang.
Almere · Amstel · Arnestein · Assen · Azelo · Badhoevedorp · Bankhoef · Batadorp · Beekbergen · Benelux · Beverwijk · Bodegraven ·  Boterdiep ·  Buren · Burgerveen · Coenplein · De Baars · De Hoek · De Hogt · De Nieuwe Meer · De Poel · De Punt · De Stok · Deil · Diemen · Drachten · Drie Klauwen · Eemnes · Ekkersweijer · Emmeloord · Empel · Euvelgunne · Everdingen · Ewijk · Galder · Gooimeer · Gorinchem · Gouwe · Grijsoord · Hattemerbroek · Heerenveen · Hellegatsplein · Het Vonderen · Hintham · Hoevelaken · Hofvliet · Holendrecht · Holsloot · Hoogeveen · Hooipolder · IJmuiden (niet officieel) · Joure · Julianaplein · Kerensheide · Kethelplein · Klaverpolder · Kleinpolderplein · Kooimeer · Kruisdonk · Kunderberg · Lankhorst · Leenderheide · Lunetten · Maanderbroek · Markiezaat · Muiderberg · Neerbosch · Noordhoek · Ommedijk · Oud-Dijk · Oudenrijn · Paalgraven · Princeville · Prins Clausplein · Raasdorp ·  Reitdiep ·  Ressen · Ridderkerk · Rijkevoort · Rijnsweerd · Rottepolderplein · Rozenburg · Sabina · Sint-Annabosch · Stelleplas · Slufter · Ten Esschen · Terbregseplein · Tiglia · Vaanplein · Valburg · Velperbroek · Velsen · Vlaardingen · Vught · Waterberg · Watergraafsmeer · Werpsterhoek · Westerlee · Ypenburg · Zaandam · Zaarderheiken · Zonzeel · Zoomland · Zuidbroek · Zurich

Geplande knooppunten:
De Liemers · Zestienhoven

Voormalige knooppunten:
Bocholtz · Ekkersrijt · Europaplein (Groningen) · Europaplein (Maastricht) · Lindenholt